# Mavrodin, Teleorman
Mavrodin este satul de reședință al comunei cu același nume din județul Teleorman, Muntenia, România.